# Costa Rica op de Olympische Zomerspelen 2020
Costa Rica nam deel aan de Olympische Zomerspelen 2020 in Tokio, Japan. Er werden geen medailles gewonnen

## Atleten
Hieronder volgt een overzicht van de atleten die zich kwalificeerden voor deelname aan de Olympische Zomerspelen 2020.
| sport       | Mannen | Vrouwen | totaal |
| ----------- | ------ | ------- | ------ |
| Atletiek    | 1      | 2       | 3      |
| Gymnastiek  | 0      | 1       | 1      |
| Judo        | 1      | 0       | 1      |
| Surfen      | 1      | 2       | 3      |
| Taekwondo   | 0      | 1       | 1      |
| Wielersport | 2      | 1       | 3      |
| Zwemmen     | 1      | 1       | 2      |
| totaal      | 6      | 8       | 14     |

## Sporten

### Atletiek
Mannen
Loopnummers
| atlete          | onderdeel    | series | series | kwartfinale | kwartfinale | halve finale   | halve finale   | finale         | finale         |
| atlete          | onderdeel    | tijd   | rang   | tijd        | rang        | tijd           | rang           | tijd           | rang           |
| --------------- | ------------ | ------ | ------ | ----------- | ----------- | -------------- | -------------- | -------------- | -------------- |
| Gerald Drummond | 400 m horden | 49,92  | 7      | n.v.t.      | n.v.t.      | niet geplaatst | niet geplaatst | niet geplaatst | niet geplaatst |

Vrouwen
Loopnummers
| atlete        | onderdeel          | series | series | kwartfinale | kwartfinale | halve finale | halve finale | finale         | finale         |
| atlete        | onderdeel          | tijd   | rang   | tijd        | rang        | tijd         | rang         | tijd           | rang           |
| ------------- | ------------------ | ------ | ------ | ----------- | ----------- | ------------ | ------------ | -------------- | -------------- |
| Andrea Vargas | 100 m horden       | 12,71  | 1 Q    | n.v.t.      | n.v.t.      | 12,69        | 3            | niet geplaatst | niet geplaatst |
| Noelia Vargas | 20 km snelwandelen | n.v.t. | n.v.t. | n.v.t.      | n.v.t.      | n.v.t.       | n.v.t.       | 1:35.07        | 21             |

### Gymnastiek

#### Turnen
Vrouwen
| atlete           | onderdeel | kwalificatie | kwalificatie | kwalificatie | kwalificatie | kwalificatie | kwalificatie | finale         | finale         | finale         | finale         | finale         | finale         |
| atlete           | onderdeel | toestel      | toestel      | toestel      | toestel      | totaal       | positie      | toestel        | toestel        | toestel        | toestel        | totaal         | positie        |
| atlete           | onderdeel | sprong       | brug         | balk         | vloer        | totaal       | positie      | sprong         | brug           | balk           | vloer          | totaal         | positie        |
| ---------------- | --------- | ------------ | ------------ | ------------ | ------------ | ------------ | ------------ | -------------- | -------------- | -------------- | -------------- | -------------- | -------------- |
| Luciana Alvarado | meerkamp  | 13.433       | 12.741       | 12.966       | 12.166       | 51.603       | 51           | niet geplaatst | niet geplaatst | niet geplaatst | niet geplaatst | niet geplaatst | niet geplaatst |

### Judo
Vrouwen
| atlete               | onderdeel | eerste ronde         | tweede ronde         | derde ronde          | kwartfinale          | halve finale         | herkansing           | finale / BM          | finale / BM    |
| atlete               | onderdeel | tegenstander uitslag | tegenstander uitslag | tegenstander uitslag | tegenstander uitslag | tegenstander uitslag | tegenstander uitslag | tegenstander uitslag | rang           |
| -------------------- | --------- | -------------------- | -------------------- | -------------------- | -------------------- | -------------------- | -------------------- | -------------------- | -------------- |
| Ian Sancho Chinchila | −66 kg    | n.v.t.               | Cullhaj W 11-00      | An B-u V 00-10       | niet geplaatst       | niet geplaatst       | niet geplaatst       | niet geplaatst       | niet geplaatst |

### Surfen
Mannen
| atlete               | onderdeel | eerste ronde | eerste ronde | tweede ronde | tweede ronde | derde ronde          | kwartfinale          | halve finale         | finale / BM          | finale / BM    |
| atlete               | onderdeel | tijd         | rang         | tijd         | rang         | tegenstander uitslag | tegenstander uitslag | tegenstander uitslag | tegenstander uitslag | rang           |
| -------------------- | --------- | ------------ | ------------ | ------------ | ------------ | -------------------- | -------------------- | -------------------- | -------------------- | -------------- |
| Carlos Muñoz Herrera | surfen    | DNS          | DNS          | DNS          | DNS          | niet geplaatst       | niet geplaatst       | niet geplaatst       | niet geplaatst       | niet geplaatst |

Vrouwen
| atlete            | onderdeel | eerste ronde | eerste ronde | tweede ronde | tweede ronde | derde ronde             | kwartfinale          | halve finale         | finale / BM          | finale / BM    |
| atlete            | onderdeel | tijd         | rang         | tijd         | rang         | tegenstander uitslag    | tegenstander uitslag | tegenstander uitslag | tegenstander uitslag | rang           |
| ----------------- | --------- | ------------ | ------------ | ------------ | ------------ | ----------------------- | -------------------- | -------------------- | -------------------- | -------------- |
| Brisa Hennessy    | surfen    | 12,20        | 2 Q          | bye          | bye          | Williams W 12,00 - 7,73 | Marks V 6,83 - 12,50 | niet geplaatst       | niet geplaatst       | niet geplaatst |
| Leilani McGonagle | surfen    | 9,64         | 3 q          | 9,63         | 4            | niet geplaatst          | niet geplaatst       | niet geplaatst       | niet geplaatst       | niet geplaatst |

### Taekwondo
Vrouwen
| atleet          | onderdeel | eerste ronde         | kwartfinale          | halve finale         | herkansing           | finale / BM          | finale / BM    |
| atleet          | onderdeel | tegenstander uitslag | tegenstander uitslag | tegenstander uitslag | tegenstander uitslag | tegenstander uitslag | rang           |
| --------------- | --------- | -------------------- | -------------------- | -------------------- | -------------------- | -------------------- | -------------- |
| Nishy Lee Lindo | -57 kg    | İlgün V 5-16         | niet geplaatst       | niet geplaatst       | niet geplaatst       | niet geplaatst       | niet geplaatst |

### Wielersport

#### BMX
Mannen
Freestyle
| atleet         | onderdeel | plaatsingsronde | plaatsingsronde | plaatsingsronde | plaatsingsronde | finale     | finale     | finale |
| atleet         | onderdeel | eerste run      | tweede run      | gemiddelde      | rang            | eerste run | tweede run | rang   |
| -------------- | --------- | --------------- | --------------- | --------------- | --------------- | ---------- | ---------- | ------ |
| Kenneth Tencio | freestyle |                 |                 | 79,80           | 6               | 84,20      | 90,5       | 4      |

#### Wegwielrennen
Mannen
| atleet        | onderdeel    | tijd    | rang |
| ------------- | ------------ | ------- | ---- |
| Andrey Amador | wegwedstrijd | 6.21.46 | 68   |

Vrouwen
| atlete            | onderdeel    | tijd | rang |
| ----------------- | ------------ | ---- | ---- |
| María José Vargas | wegwedstrijd | DNF  | DNF  |

### Zwemmen
Mannen
| atleet          | onderdeel        | series  | series | halve finale   | halve finale   | finale         | finale         |
| atleet          | onderdeel        | tijd    | rang   | tijd           | rang           | tijd           | rang           |
| --------------- | ---------------- | ------- | ------ | -------------- | -------------- | -------------- | -------------- |
| Arnoldo Herrera | 200 m schoolslag | 2.20,09 | 38     | niet geplaatst | niet geplaatst | niet geplaatst | niet geplaatst |

Vrouwen
| atlete         | onderdeel        | series  | series | halve finale   | halve finale   | finale         | finale         |
| atlete         | onderdeel        | tijd    | rang   | tijd           | rang           | tijd           | rang           |
| -------------- | ---------------- | ------- | ------ | -------------- | -------------- | -------------- | -------------- |
| Beatriz Padron | 200 m vrije slag | 2.04,56 | 25     | niet geplaatst | niet geplaatst | niet geplaatst | niet geplaatst |